# Martin Büttner
Martin Büttner (* 1567 in Dahlen, Kurfürstentum Sachsen; † 29. September 1611) war ein deutscher evangelischer Theologe.

## Leben
Büttner wurde 1567 im kursächsischen Dahlen als Sohn des dortigen Bürgermeister Alexius Büttner und dessen Frau Catherine, geb. Hortigen, geboren. 1583 wechselte er an die Churfürstliche Landesschule Sankt Afra in Meißen. Er studierte in Wittenberg und erlangte dort am 18. März 1589 den Magister der „Weltweisheit“. Büttner trat 1591 die Pfarrstelle in Börln an, wurde 1595 Diakon in Oschatz und wurde schließlich 1603 Oberpfarrer an Sankt Nikolai und Superintendent der Ephorie Eilenburg. 1611 starb Büttner mit 43 Jahren im Amt. Ein Bildnis des Verstorbenen in der Nikolaikirche ging im Zweiten Weltkrieg verloren. Heute befindet sich dort eine Kopie des Gemäldes. 
Büttner wurde von einem seiner Nachfolger, Polycarp Friedrich Elteste, als herrschsüchtig, hitzig und gewalttätig charakterisiert. Er sei von sich selbst eingenommen gewesen und habe in fortwährendem Konflikt mit dem Eilenburger Rat gestanden. Außerdem bestanden große Differenzen zwischen ihm und dem Diakon an Sankt Nikolai, Georg Stichel. Als dieser 1610 trotz einer Abmahnung vom Rat zum Archidiakon berufen worden war, verhinderte Büttner, dass das nun vakante Diakonat mit Martin Rinckart besetzt wurde. Büttner sprach ihm die Eignung für ein geistliches Amt ab und argumentierte, dass Rinckart „nicht die Theologie, sondern die Philosophie und Musik vorzüglich getrieben habe“. Tatsächlich fürchtete er um seine Popularität in der Stadt, wären ihm mit Stichel und Rinckart zwei gebürtige Eilenburger zur Seite gestellt worden. Büttner konnte stattdessen seinen Günstling Johann Heinrich († 1637 an der Pest) als Diakon durchsetzen. Martin Rinckart wurde schließlich 1617 unter Friedrich Leyser zum Archidiakon nach Eilenburg berufen.